# Koorleider
Een koorleider of, meer gebruikelijk, een koordirigent is de muzikale leider van een koor of een groep zangers die op regelmatige of toevallige wijze samen zingen. Vaak bestaat een koor uit minimaal 12 zanger(es)s(en) die zingen in verschillende stemmen. Dit is, naast interpretatie en bezieling, technisch precies de hoofdbestaansreden van een koorleider: hij of zij moet de zingende koorleden aangeven wanneer zij precies moeten invallen. Maar het is zeker ook de dirigent die de interpretatie van de te zingen werken geeft door lichaamstaal, mimiek en vooral ook door arm- en handgebaren (cheironomie). De rechterhand geeft meestal de maat aan, de linkerhand de nuances (bij linkshandigen veelal andersom), maar bij goed geoefende koren is het heel het lichaam van de dirigent dat signalen uitzendt. 
Naast het dirigeren ligt de taak om de samenzang te controleren ook bij de koorleider: hij is degene die hoort of tekst gelijktijdig wordt uitgesproken en gearticuleerd, of de juiste noten zuiver gezongen worden en of het koor de aanwijzingen in de muziek zoals dynamische tekens en ademhalingsbogen correct uitvoert. Een dirigent bewaakt de koorklank en geeft aanwijzingen aan het koor om deze te verbeteren. Iemand individueel corrigeren wordt als niet gepast beschouwd, maar kan buiten de repetitie om wel plaatsvinden als dit nodig is. Bij goed getrainde koren is het gebruikelijk dat een koorlid even zijn hand opsteekt als hij per ongeluk een fout maakte, zodat de koorleider weet dat de fout gesignaleerd is en niet door hem gecorrigeerd hoeft te worden. 
Er wordt van een koorleider verwacht zelf zeer goed te kunnen voorzingen en vooral een goede kennis te hebben van de stem en van de ademhalingstechnieken. Koorleiders of dirigenten missen soms kennis hieromtrent en vragen soms het onmogelijke en lichamelijk onverantwoorde zaken aan hun koorleden, wat rechtstreeks kan leiden tot stemproblemen. De goede koorleider is zich zeer degelijk bewust zijn van de beperkingen van elk van zijn/haar koorleden.
Een koordirigent kan een beroepsopleiding volgen aan een conservatorium. Hij ontvangt hier tevens de bijvakken orkestdirectie en zang. Conservatoria bieden ook aanvullende cursussen waarin beroepsmusici zich kunnen bijscholen tot koordirigent. Amateurdirigenten kunnen op verschillende plekken in Nederland cursussen volgen om tot een basisniveau opgeleid te worden.  

## Koorleider bij de oude Grieken
Bij het drama van de oude Grieken droeg de koorleider het verhalende deel van de mythe voor, waaraan dan het koor de uiting van zijn gevoelens verbond. 
Uit de koorleider, die vertellend de daden van een god of later ook die van een Homerische held voordroeg, is vervolgens de toneelspeler ontstaan.